# Didi Jünemann

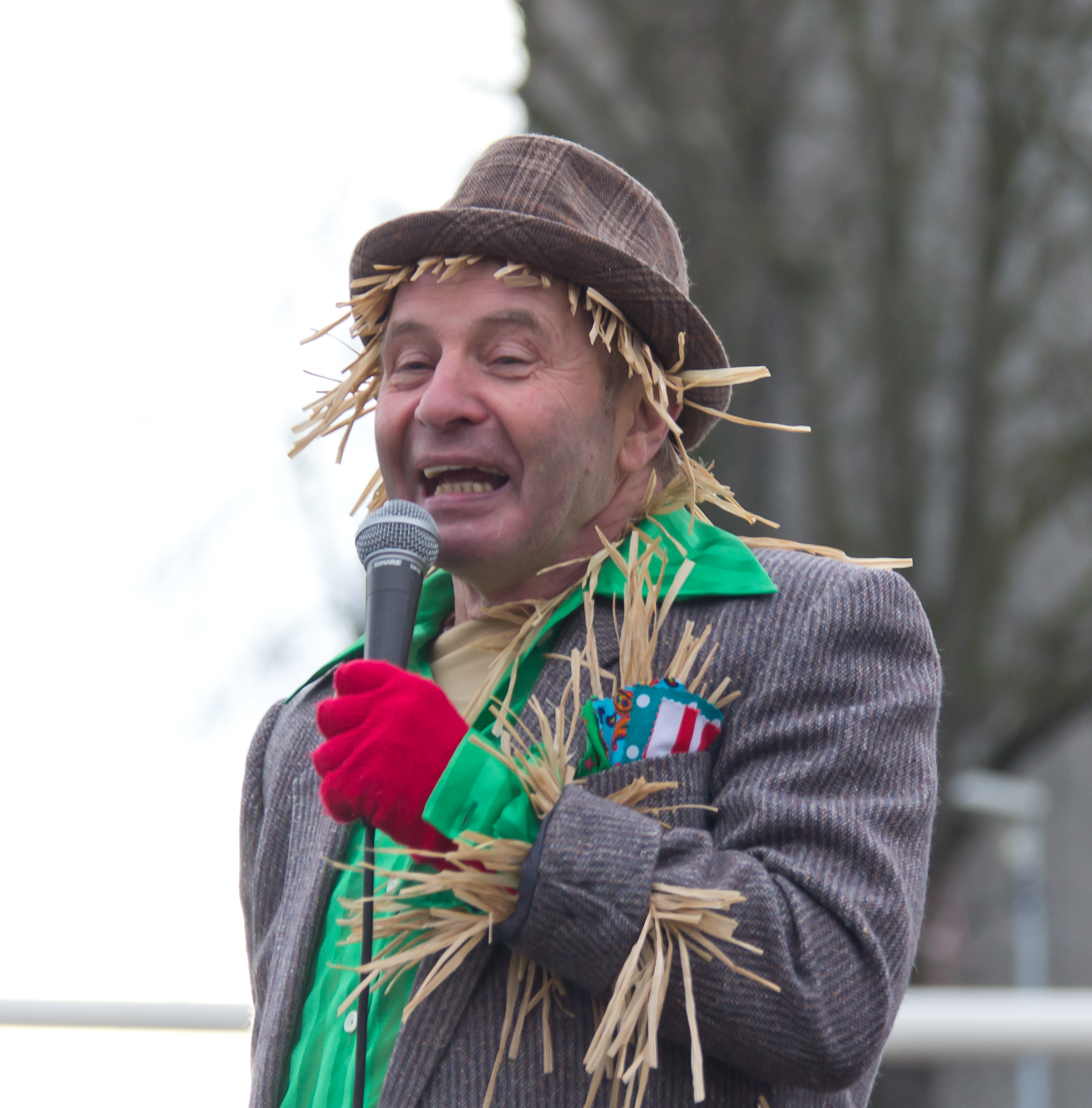
Didi Jünemann, 2014, als „Nubbel“ in einem Sketch aus der Stunksitzung

Didi Jünemann (* 7. November 1952 in Göttingen) ist ein deutscher Kabarettist, Schauspieler und Musiker, gelernter Lehrer.

## Leben
Mit 18 Jahren war er Nebenrollendarsteller in Pygmalion am Düsseldorfer Schauspielhaus unter Regisseur  Maximilian Schell. Er gründete eine eigene freie Theatergruppe und spielte die Hauptrolle in Andorra von Max Frisch. Als Schauspieler war er in mehreren Fernseh- und Spielfilmproduktionen zu sehen, so in Pizza Colonia und neben Joachim Król in Zugvögel.
Er absolvierte ein Lehramtsstudium und arbeitete anschließend sechs Jahre lang als Sonderschullehrer in Duisburg und Viersen. Nebenbei machte er Straßenmusik und Kabarett mit der Gruppe Laut & Lästig. 1984 war er Mitbegründer der Stunksitzung; seitdem ist er Mitglied des Ensembles. Seit 1990 macht er die Radio-Satire Frühstückspause! auf WDR 2 zusammen mit Jürgen Becker. Seit 1998 ist er Mitglied im N.N. Theater neue Volksbühne Köln.

## Programme
- Sein erstes Soloprogramm 1993 war ein Fußball-Kabarett und hieß Spieler Jünemann.
- Das zweite Soloprogramm 1995 war eine Soloinszenierung nach Wir Kellerkinder von Wolfgang Neuss. Dieses Programm spielt er weiterhin.
- Seit 1998 N.N. Theater in Köln: Faust, Maria Stuart, Einfach Courage nach Grimmelshausen, eine freie Bearbeitung der Geschichte von Simplicissimus und Courage. Ein Sommernachtstraum von William Shakespeare, Die Nibelungen und Romeo und Julia (William Shakespeare) und Aus dem Leben eines Taugenichts nach Joseph von Eichendorff, das dritte Soloprogramm 2010 widmete er wieder dem Fußball Ballkontakte: Weltliteratur trifft den Ball von Shakespeare bis Podolski.
- Das vierte Soloprogramm 2011 Kollege kommt gleich.
- Seit September 1990: Frühstückspause! U-Punkt freitags auf WDR 2.
- Im Sommer 2021 entsteht die interaktive Reise "Die Schachnovelle" von Stefan Zweig. Diese Novelle wird dem Besucher auf 40 Illustrationen und einem von Didi Jünemann gesprochenen Hörbuch präsentiert.

## Diskographie
- Jürgen Becker,  Didi Jünemann: Frühstückspause! Zwei Audio-CDs, Lübbe/KNO ISBN 3-7857-1300-2.